# Коатликуэ
Коатликуэ (исп. Coatlicue, кл. науатль cōātl īcue, «Она в платье из змей»; также Коатлантонан, «Наша змеиная мать») — в мифологии ацтеков богиня земли и огня, родившая луну и звёзды. Иногда отождествляется с Тетеоинан («Матерью богов»), богинями Тоси и Сиуакоатль. В ней одновременно заключено начало и конец жизни.

## Мифология
Коатликуэ является матерью бога Уицилопочтли. Согласно мифу Коатликуэ была добропорядочной вдовой (вдовой старого Солнца) и жила вместе со своими сыновьями Сенцонуицнауа («400 южных звёзд») и дочерью Койольшауки, богиней Луны. После рождения детей Коатликуэ дала обет целомудрия и каждый день поднималась на гору Коатепек («Змеиная Гора»), что около города Толлан, чтобы принести жертву в храме. Однажды на вершине горы к ней с неба упал шар из перьев колибри, который она спрятала за пояс юбки, после чего шар загадочно исчез. Вскоре Коатликуэ почувствовала, что забеременела. Узнав об этом, её дети пришли в ярость, и дочь подбила братьев убить опозорившую себя мать. Но дитя в чреве Коатликуэ обещало защитить её. Когда убийцы приблизились к горе Коатепек, новорожденный Уицилопочтли напал на братьев и обратил в бегство, а Койольшауки отсёк голову и забросил её на небо, где она стала Луной.
Таким образом, Коатликуэ — олицетворение земли, из которой каждый день появляется солнце (Уицилопочтли), побеждая луну и звёзды. Одновременно Коатликуэ — богиня смерти, так как земля поглощает всё живущее. Коатликуэ обитала под землёй и помогала произрастать на свет растительным культурам; считалась покровительницей разведения цветов. Иногда её также называли матерью Шолотля и Кецалькоатля.
Самая известная статуя Коатликуэ, найденная в 1790 г. в Мехико, сочетает в себе человеческие и зооморфные черты, изображая богиню Земли во всей её мощи и величии. Лицо богини образуют головы двух змей, либо два потока крови в форме змей. Одежда статуи состоит из отрубленных человеческих рук и сердец, пряжкой пояса является череп, символизирующий то, что тела людей после их смерти окажутся в земле, а юбку образуют змеи, способные проникать в подземное царство. Руки и ноги богини украшают мощные ногти, напоминающие орлиные, с помощью которых Коатликуэ выкапывает могилы, а груди изображены обвислыми после вскармливания детей. Являясь женским божеством, Коатликуэ в то же время несёт и мужские черты. Мужское начало представлено в ней орлом, женское — змеёй. В этом смысле она представляет женскую параллель пернатого змея Кецалькоатля.
В её честь назван венец Коатликуэ на Венере и звезда-прародительница Солнца.